# 儲家昌
儲家昌（1913年—2009年12月12日），字正平。江蘇省如皋縣人。民國37年（1948年）在江蘇省第四選區當選第一屆立法委員

## 生平[1][2][3][4][5][6][7]
- 中央政治大學畢業，中央訓練團第廿五期及革命實踐硏究院第十七期結業。
- 美國哥倫比亞大學研究
- 行政院編譯室主任
- 貴州省政府秘書、清鎮縣縣長
- 財政部專門委員
- 江蘇省財政廳視察室主任
- 江蘇產物保險公司副總經理
- 行憲後立法委員
- 中華航業海員黨部改造委員
- 中華民國輪船商業同業公會全國聯合會副秘書長
- 全國商船聯營處副主任委員
- 船聯會秘書長、船員外僱輔導就業委員會主任委員
- 建興航業公司副董事長
- 友力貨櫃公司董事長